# 田部原館
田部原館（たべはらたて）は、現在の福島県南会津郡南会津町田島にあった日本の城。城跡の保存状態が良好なことから南会津町史跡に指定されている。

## 歴史・沿革
田部原館を記載した資料は少なく、『新編会津風土記』や『会津鑑』には登場しない。そのため、この城の詳細は不明である。『田島村古絵図』に記されているのが最も古いものである。
この地方の国人領主であった長沼氏は鴫山城に移る以前、古町に居り、さらにその前は田部にいたということが、「長沼系図」（『田島町史』第5巻所収）に記されている。このことから田部原館は長沼氏によって築かれたのではないかと考えられるが、伝承が一切ないため詳細は不明である。

## 構造
田部原館は阿賀川（大川）に水無川が合流する地点にあり、北川及び西側は直接この両河川に接することで天然の要害となっている。東側の空堀は平面上幅11メートル、高さ2メートルの土塁が盛られている。南側の空堀は平面上幅10 - 11メートル、土塁は高さ平均2.5メートルで北側へ曲がる箇所で一段と高く、物見台状となり南東隅では矢倉台とも見られる。この南東隅の矢倉台状から15メートル北寄り（東側土塁）は「く」の字に屈曲が見られ、横矢掛かりになっている。矢倉台との位置関係からみて、この方向での防御の重視が窺え、曲輪内へは南側から唯一の虎口が開かれている。

## アクセス
- 会津鉄道会津線田島高校前駅から徒歩8分